# Gibberula nebulosa
Gibberula nebulosa is een slakkensoort uit de familie van de Cystiscidae. De wetenschappelijke naam van de soort is voor het eerst geldig gepubliceerd in 2002 door Boyer.